# 4-Aminofenol
4-Aminofenol ou para-aminofenol é o composto orgânico com a fórmula H2NC6H4OH. Tipicamente encontrado como um pó branco, é comumente usado como um desenvolvedor em fotografia preto e branco, comercializado sob os nomes Rodinal, Rodinol, Ursal P, PAP low sulfite (baixo sulfito).
Refletindo seu caráter levemente hidrofílico, o pó branco é moderadamente solúvel em álcoole e pode ser recristalizado de água quente. Na presença de base, oxida-se rapidamente. Os derivados N-metil e N,N-dimetil são de valor comercial.
O composto é um de três isoméricos aminofenóis, os outros dois sendo 2-aminofenol (orto) e 3-aminofenol (meta).